# TurboSilver
TurboSilver was een van de eerste originele 3D-raytracingsoftware, beschikbaar voor de Amiga en voor personal computers in het algemeen. Het werd onthuld door de maker Impulse op de AmiEXPO in oktober 1986. In november 1987 werd versie 2.0. uitgebracht en in januari 1988 verscheen versie 3.0.

## Vervanger
Impulse heeft een vervanger van TurboSilver ontwikkeld die de naam Imagine draagt en is uitgebracht in 1991. Impulse was, net als TurboSilver beschikbaar op de Amiga-computer, maar werd later ook uitgebracht voor MSDOS en Microsoft Windows. 